# アントニヌス・ピウスとファウスティナ神殿

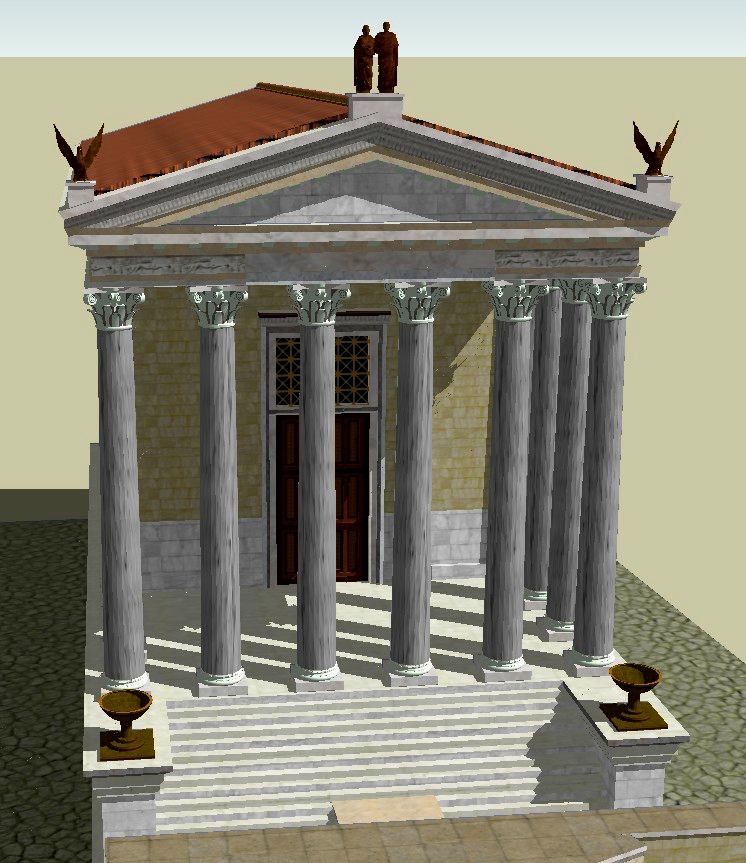
想像図

アントニヌス・ピウスとファウスティナ神殿（ラテン語: Templum Antonini et Faustinae，イタリア語: Tempio di Antonino e Faustina）は古代ローマのフォルム・ロマヌムに存在していた神殿。

## 概要
アントニヌス・ピウス帝が皇后ファウスティナ（大ファウスティナ）を偲び、141年に建造させた。アントニウス・ピウスが死去した後、後継のマルクス・アウレリウス・アントニヌス帝によりアントニウス・ピウスと大ファウスティナを共に祀る神殿とされた。
凝灰岩で造られた高床の上に建てられており、建物に刻まれた碑文にはDivo Antonino et Divae Faustinae Ex S.C.（日本語意訳：元老院から、神君アントニヌスとファウスティナに捧ぐ）と書かれていた。
ポルティコを支えるコリント式円柱は高さが17メートルはあり、コーニスのフリーズにはグリフォンと枝付き燭台の浮彫がされていた。